# My Love (Route 94)
My Love è un singolo del DJ britannico Route 94, pubblicato il 28 febbraio 2014.
Il brano vede la partecipazione della cantante britannica Jess Glynne.

## Tracce
1. My Love (featuring Jess Glynne) – 4:22

1. My Love (Sigma remix) – 4:30
2. My Love (Maison Sky remix) – 6:13
3. My Love (Billon remix) – 4:54
4. My Love (Royal-T remix) – 5:03

1. My Love – 4:21
2. My Love (Royal-T remix) – 5:03